# Championnat du Danemark masculin de handball 2011-2012
 (juillet 2022).
Si vous disposez d'ouvrages ou d'articles de référence ou si vous connaissez des sites web de qualité traitant du thème abordé ici, merci de compléter l'article en donnant les références utiles à sa vérifiabilité et en les liant à la section « Notes et références ».
Navigation
Saison 2010-2011 Saison 2012-2013
Le championnat du Danemark masculin de handball 2011-2012 est la 76e édition de la compétition.